# Ateliers de construction aéronautique de Zeebruges
Les Ateliers de construction aéronautique de Zeebruges, également connu sous le sigle ACAZ, était un constructeur aéronautique belge des années 1920, basé à Zeebruges.
L'entreprise a construit un certain nombre de prototypes innovants, mais en raison de l'indifférence du gouvernement belge, la société a périclité sans avoir eu les moyens de produire en série un de ses prototypes.

## Listes des avions produits
- ACAZ T.1 (années 1920) : Monomoteur monoplan.
- ACAZ T.2  (1924) : Monomoteur monoplan. Un des premiers monoplan entièrement métallique. Un exemplaire construit.
- ACAZ C.2  (1926) : Chasseur/avion de reconnaissance monomoteur biplace. Biplan entièrement métallique. Un exemplaire construit.